# Arak
Arak (en persa: اراک‎ Ārāk), anteriormente conocida como Sultanabad o Soltan-abad, es la capital de la provincia de Markazi, Irán. En el año 2005 contaba con una población estimada de 511.127 habitantes.
Arak es una de las principales ciudades industriales de Irán, siendo importantes las industrias del metal y de la maquinaria, así mismo existen otra serie de industrias como la fábrica petroquímica de Arak y la refinería de petróleo de Arak.

## Historia

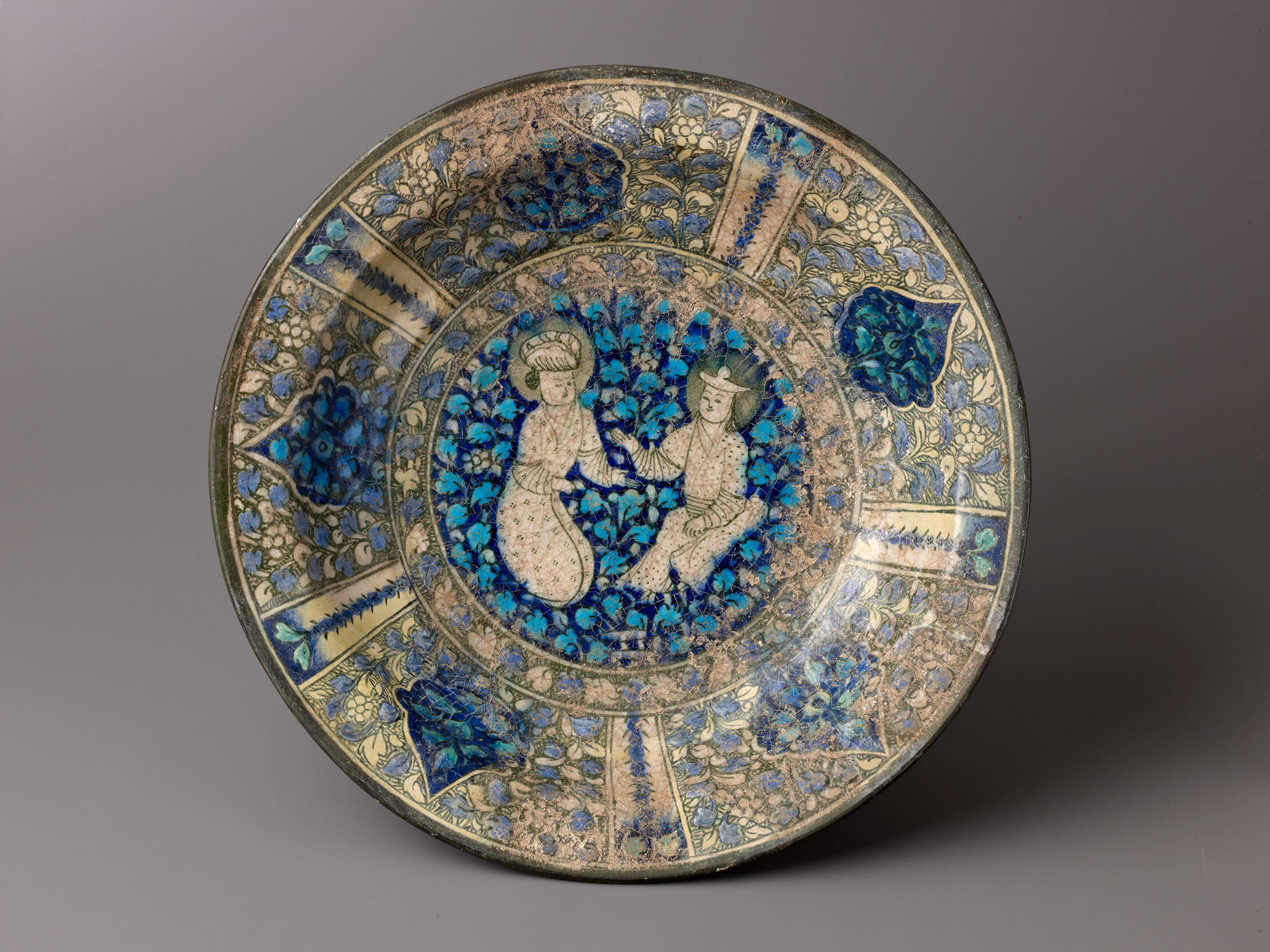
Cuenco, cerámica de Sultanabad, a primera mitad del siglo XIV, frita, pintado bajo cubierta, Irán. Museo Metropolitano de Arte.

La ciudad actual de Arak, originalmente llamada Soltan Abad, fue fundada en 1808 por Yusef Khan-e Gorji, un señor de la guerra proiraní de origen musulmán georgiano a quien el gobernante de kayar, Agha Mohammad Khan, le dio refugio tras una disputa territorial con sus primos, quienes contaban con el apoyo de la emperatriz rusa Catalina la Grande.
Entre 1795 y 1797, Yusef Khan-e Gorji, rebautizado como Yusef Khan-e Sepahdar por el gobernante de Kayar, asentó su ejército en el territorio fértil, aunque poco controlado, que se convertiría en la actual Arak. Las tribus hostiles de la región habían operado con autonomía respecto al gobierno de Kayar. Con la aprobación del Sha, Yusef Khan desvió el río principal para expulsar a los hostiles y construir la fortaleza de guerra de Soltan Abad como zona de contención. Hasta 1892, la ciudad siguió siendo una base militar y una fortaleza. La fortaleza de Soltan Abad contaba con una gruesa muralla rodeada de fosos de siete metros de profundidad. Se construyeron ocho torres alrededor de la ciudad y el edificio gubernamental se erigió en su parte norte.
En 1891, las tiendas, jardines y edificios gubernamentales de Soltan Abad fueron restaurados por orden del vicegobernador Mirza Hasan (Etemad os-Saltane). Grandes zonas de la ciudad fueron anexadas como propiedad personal a los comandantes del ejército preexistentes y finalmente fueron transferidas al estado entre 1918 y 1922.
A partir del último cuarto del siglo XIX, la ciudad logró un importante desarrollo en la industria de las alfombras y eventualmente se convirtió en el centro más importante de producción de alfombras de Irán para los mercados de exportación, situación que continuó al menos hasta 1940.

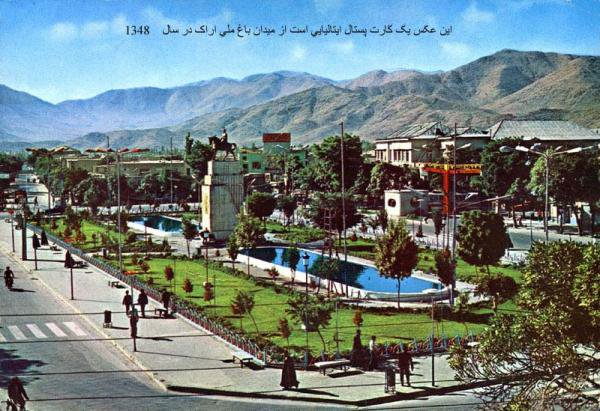
Plaza del Jardín Nacional en 1969.

Bajo el reinado de Reza Shah, de la dinastía Pahlaví, la ciudad pasó a llamarse Arak. Se establecieron en las ciudades modernas de las fábricas de aceite vegetal, jabón, remolacha azucarera y lana. Arak también se convirtió en una importante estación del Ferrocarril Transiraní, un importante proyecto ferroviario dirigido por Reza Shah y finalizado en 1938.
En 1972, se establecieron en la ciudad dos importantes empresas estatales: una fundición de aluminio y una planta de ingeniería pesada. La fundición de aluminio se construyó en el marco del proyecto de Cooperación Regional para el Desarrollo de la Organización del Tratado Central, en colaboración con la empresa Reynolds and Reynolds. La planta de ingeniería se procesó con equipos y asesoramiento técnico de la Unión Soviética, a cambio de la venta de gas a la Unión Soviética.
La ciudad se convirtió oficialmente en metrópolis el 6 de abril de 2013, tras la fusión con Karahrud y Senjan.
En 2025, durante la Guerra Irán-Israel, Israel ordenó a los residentes de Arak que evacuaran antes de un ataque israelí contra el reactor de agua pesada de Arak

## Galería

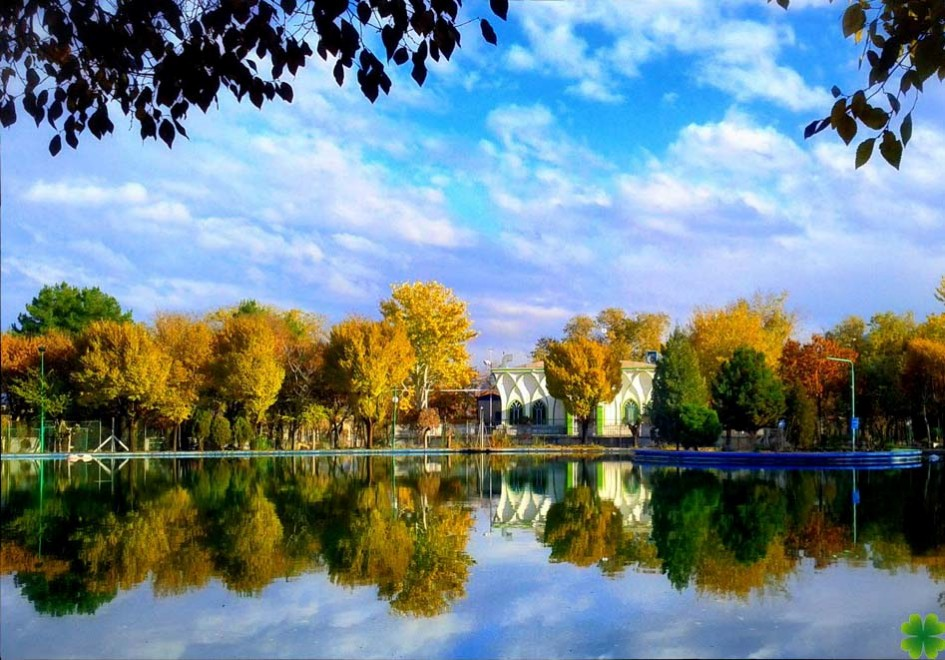
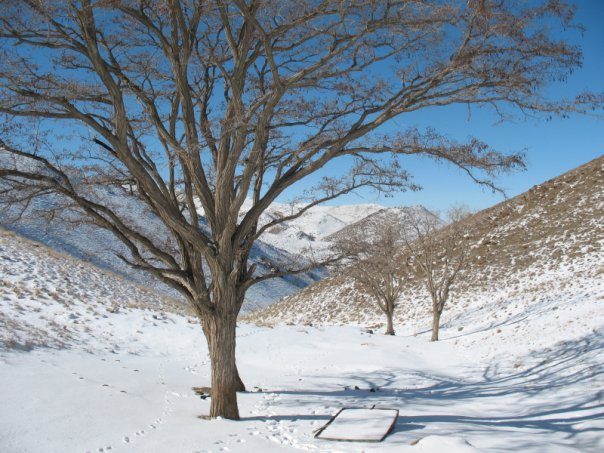
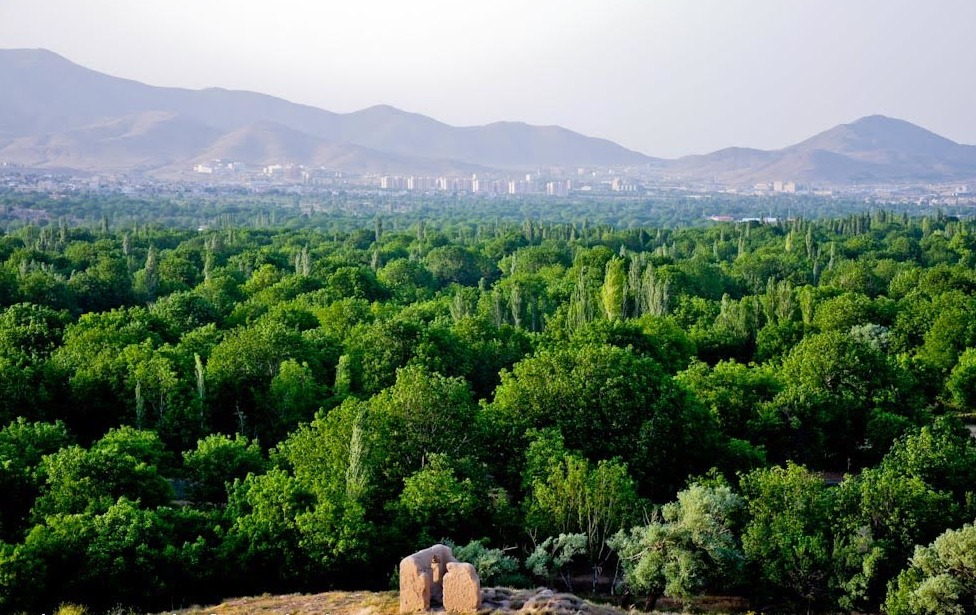
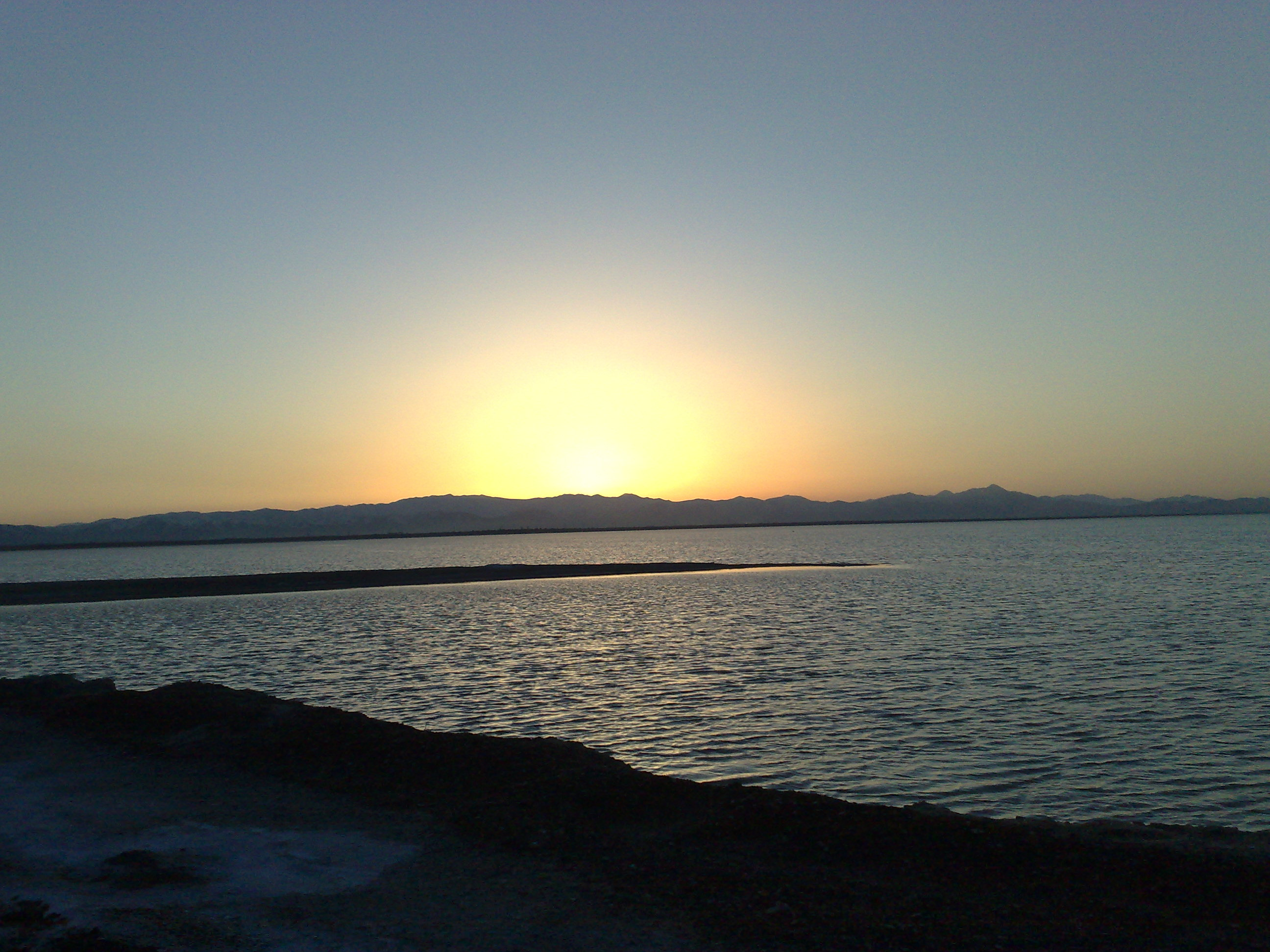
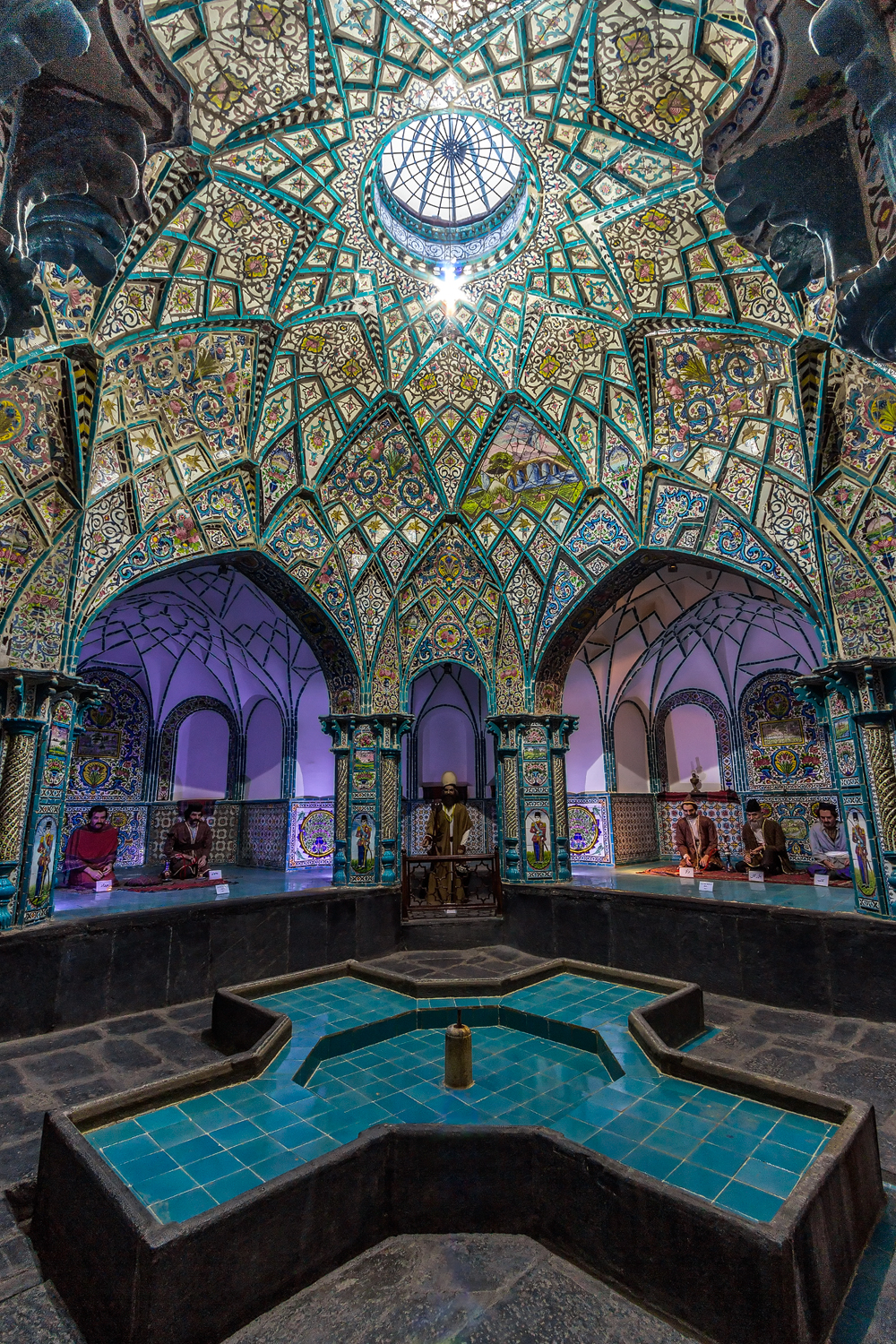
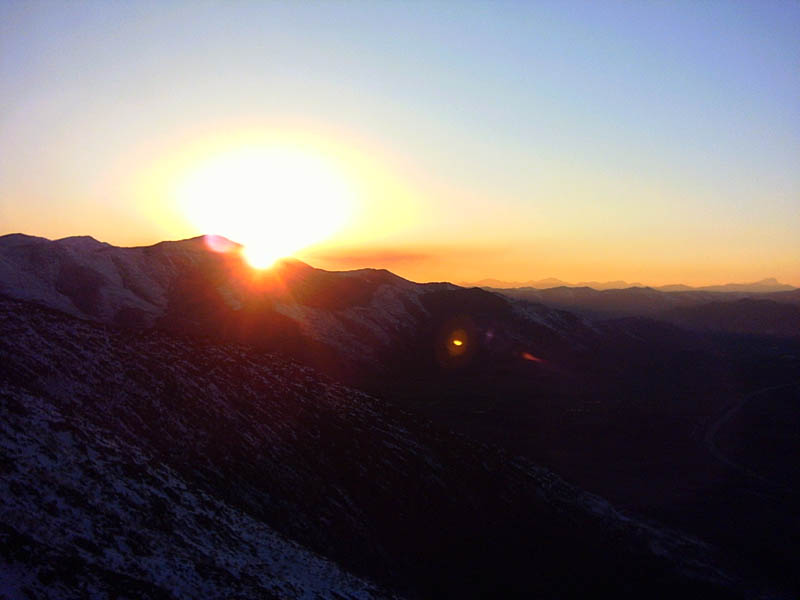